# Liste der Naturdenkmale in Eberdingen
| Naturdenkmale | Anzahl |
| ------------- | ------ |
| FND           | 22     |
| END           | 18     |
| Gesamt        | 40     |

Die Liste der Naturdenkmale in Eberdingen nennt die verordneten Naturdenkmale (ND) der im baden-württembergischen Landkreis Ludwigsburg liegenden Gemeinde Eberdingen. In Eberdingen gibt es insgesamt 40 als Naturdenkmal geschützte Objekte, davon 22 flächenhafte Naturdenkmale (FND) und 18 Einzelgebilde-Naturdenkmale (END).
Stand: 3. Dezember 2024.

## Einzelgebilde (END)
| Name                       | Bild | Kennung     | Einzelheiten | Position | Fläche Hektar | Datum         |
| -------------------------- | ---- | ----------- | ------------ | -------- | ------------- | ------------- |
| Drei Birnbäume             | BW   | 81180120015 | Eberdingen   | ⊙        | 0,0           | 28. Aug. 1989 |
| 1 Birnbaum                 | BW   | 81180120018 | Eberdingen   | ⊙        | 0,0           | 28. Aug. 1989 |
| 1 Birnbaum                 | BW   | 81180120039 | Eberdingen   | ⊙        | 0,0           | 28. Aug. 1989 |
| 1 Mostbirnbaum             | BW   | 81180120016 | Eberdingen   | ⊙        | 0,0           | 28. Aug. 1989 |
| 1 Mostbirnbaum             | BW   | 81180120040 | Eberdingen   | ⊙        | 0,0           | 2. Apr. 1993  |
| 1 Roßkastanie              | BW   | 81180120002 | Eberdingen   | ⊙        | 0,0           | 28. Aug. 1989 |
| 1 Roßkastanie              | BW   | 81180120010 | Eberdingen   | ⊙        | 0,0           | 28. Aug. 1989 |
| 1 Sommerlinde „Alte Linde“ | BW   | 81180120036 | Eberdingen   | ⊙        | 0,0           | 28. Aug. 1989 |
| 1 Sommerlinde              | BW   | 81180120001 | Eberdingen   | ⊙        | 0,0           | 28. Aug. 1989 |
| 1 Sommerlinde              | BW   | 81180120003 | Eberdingen   | ⊙        | 0,0           | 28. Aug. 1989 |
| 1 Sommerlinde              | BW   | 81180120027 | Eberdingen   | ⊙        | 0,0           | 28. Aug. 1989 |
| 1 Sommerlinde              | BW   | 81180120029 | Eberdingen   | ⊙        | 0,0           | 28. Aug. 1989 |
| 1 Sommerlinde              | BW   | 81180120034 | Eberdingen   | ⊙        | 0,0           | 28. Aug. 1989 |
| 1 Sommerlinde              | BW   | 81180120037 | Eberdingen   | ⊙        | 0,0           | 28. Aug. 1989 |
| 1 Speierling (Birnform)    | BW   | 81180120032 | Eberdingen   | ⊙        | 0,0           | 28. Aug. 1989 |
| 1 Winterlinde              | BW   | 81180120031 | Eberdingen   | ⊙        | 0,0           | 28. Aug. 1989 |
| 2 Mammutbäume              | BW   | 81180120030 | Eberdingen   | ⊙        | 0,0           | 28. Aug. 1989 |
| 2 Winterlinden             | BW   | 81180120038 | Eberdingen   | ⊙        | 0,0           | 28. Aug. 1989 |
| Legende für Naturdenkmal   |      |             |              |          |               |               |